# Мар'їно (Струго-Красненський район)
Мар'їно (рос. Марьино) — присілок в Струго-Красненському районі Псковської області Російської Федерації.
Населення становить 648 осіб. Входить до складу муніципального утворення Мар'їнська волость.

## Історія
Від 2015 року входить до складу муніципального утворення Мар'їнська волость.

## Населення
| 2001 | 2002 | 2010 | 2011 |
| ---- | ---- | ---- | ---- |
| 648  | ↘616 | ↘511 | ↗648 |